# Тамаша

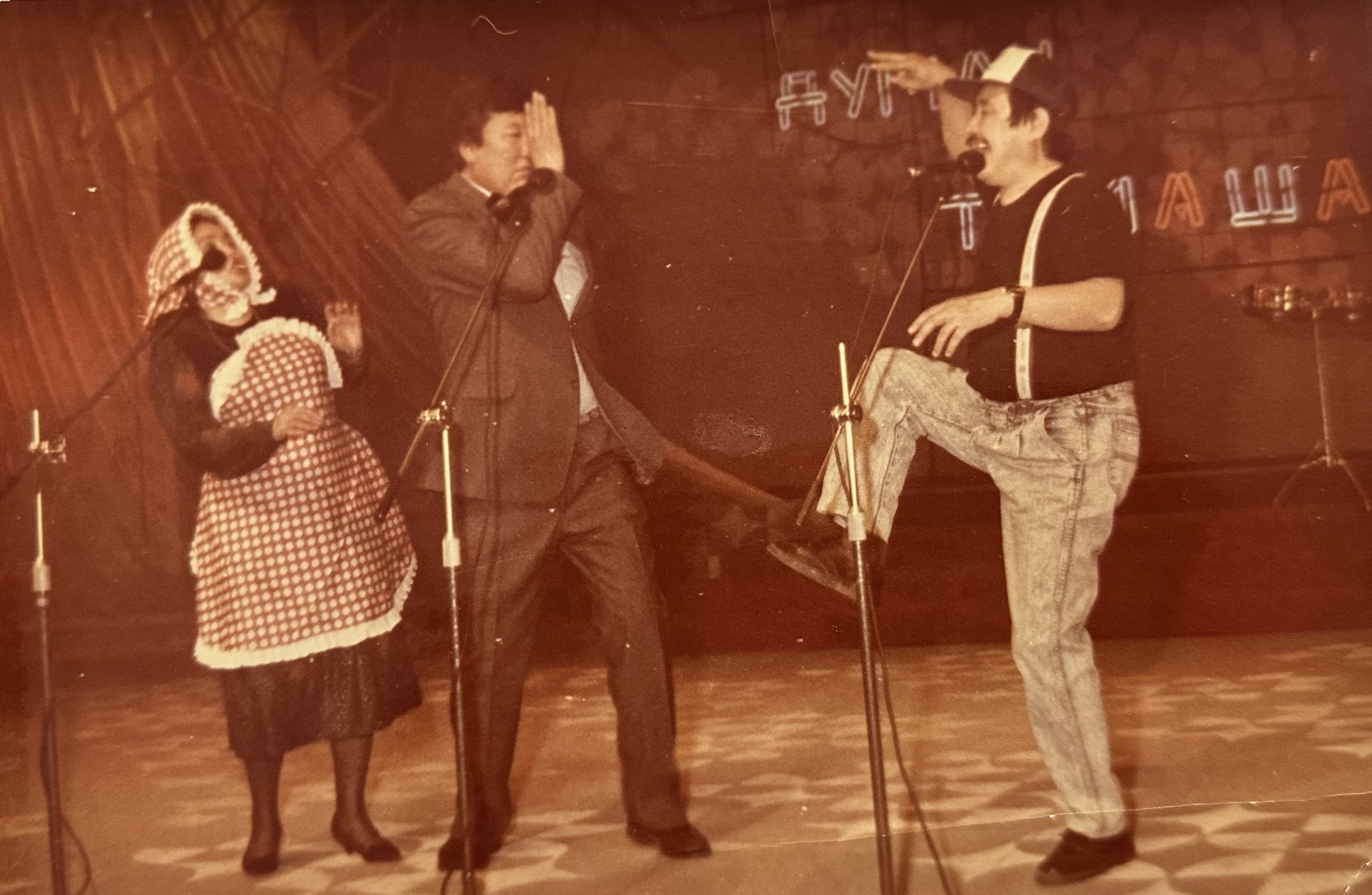
Гульбаушан Тлеубекова, Уайс Султангазин и Токсын Кулыбеков на выступлении в «Тамаше»

«Тамаша» — телевизионная юмористическая шоу-программа на казахском языке, выходившая на казахском телевидении с 1978 по 2008 г. Программа имела высокий рейтинг среди казахскоязычной аудитории. Одна из немногих программ советского казахского телевидения, которая не переводилась на русский язык (были несколько безуспешных попыток, впоследствии от этой идеи отказались из-за особенностей литературного казахского языка, в котором присутствует огромное количество идиом и речевых оборотов, не имеющих аналогов ни в одном другом языке).
Авторами идеи создания игровой развлекательной программы были режиссёр Лукпан Есенов и редактор Койшигул Жылкышиев, воплотить эту задумку в жизнь помогли замечательные актёры Казахского академического театра драмы имени М. Ауэзова Тунгышбай Жаманкулов, Мейрман Нурекеев, Кудайберген Султанбаев, Лидия Каденова, Уайс Султангазин, Токсын Кулыбеков, Гульбаушан Тлеубекова, Бахыт Айтова, Данагуль Темирсултанова и другие.

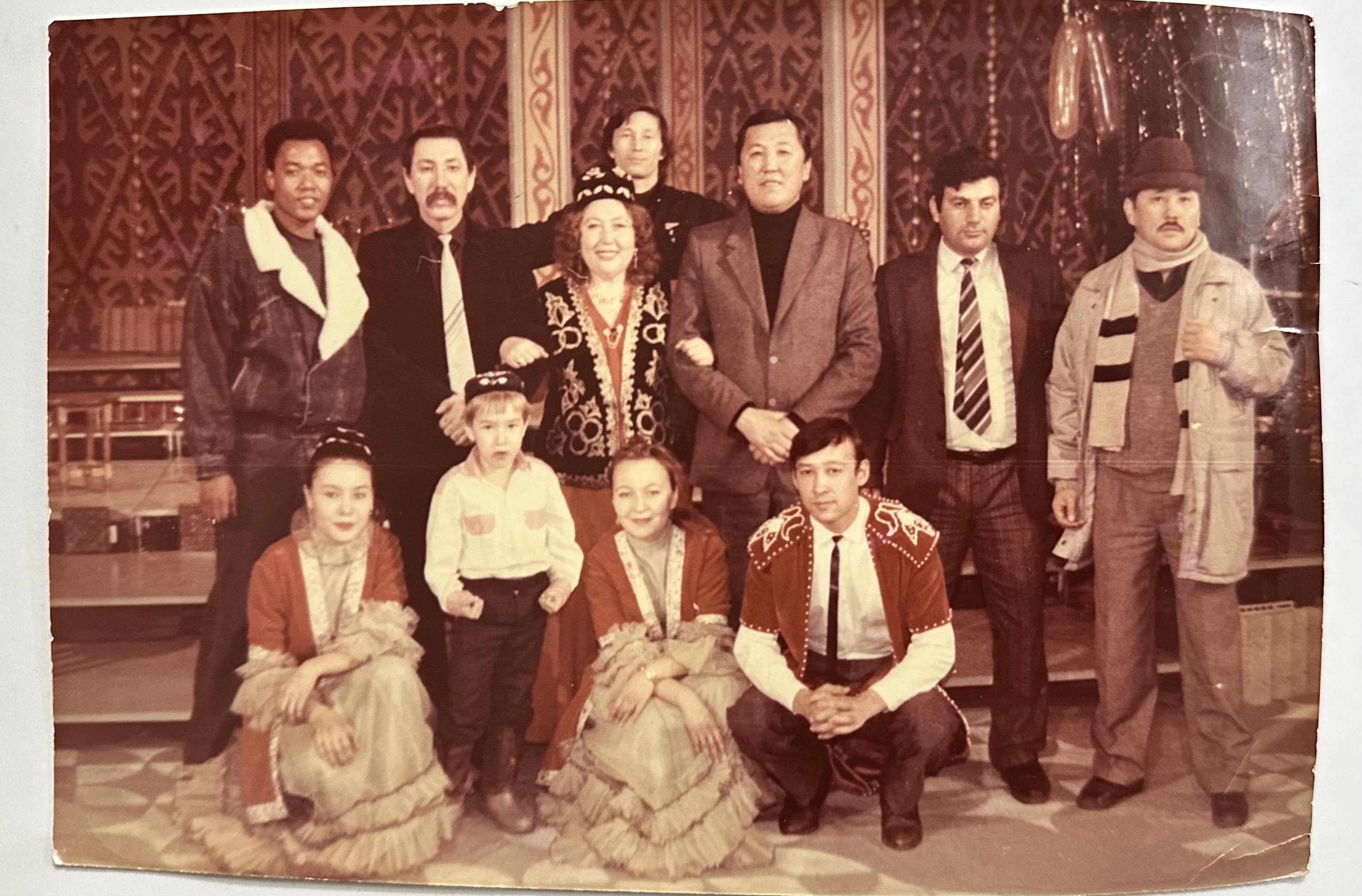
Актеры театра «Тамаша» после выступления

## История создания
В 1978 году Казахским телевидением была озвучена необходимость о создании казахоязычной телевизионной программы, которая будет транслироваться на Новый год 31 декабря.
Создание программы было поручено тогдашнему редактору Койшыгулу Жылкишиеву. В поисках формата телевизионной программы, было предложено адаптировать популярную в СССР юмористическую программу «Штепсель и Тарапунька», но с казахским колоритом. Позже к созданию проекта был приглашен телевизионный режиссер, бывший солист ансамбля «Гүлдер» Лукпан Есенов, который впоследствии стал художественным руководителем, режиссером и бессменным директором театра «Тамаша».

Койшыгул Жылкишев и Лукпан Есенов пригласили в качестве первых актеров «Тамаши» Тунгышбая Жаманкулова и Кудайбергена Султанбаева, которые уже тогда выступали со своими юмористическими зарисовками. 

В 1978 году на Всесоюзном конкурсе артистов эстрады в Ленинграде мы (с Кудайбергеном Султанбаевым) стали дипломантами, после этого нами очень заинтересовались телевизионщики. Так на основе наших юморесок появилась передача «Тамаша».
Тунгышбай Жаманкулов 
Первые программы «Тамаши» снимали в студийном формате без зрителей. По настоянию Камала Смайлова и Рафаэля Жумабаева, творческой группе «Тамаши», было предложено проводить концерты во Дворце Республики с приглашением зрителей.

## Происхождение названия
Существуют несколько версий происхождения названия программы. По рассказам Лукпана Есенова, когда он был на гастролях с «Гүлдер» в Индии, он увидел местный театр, который назывался «Тамаша». Он запомнил и когда было поручено создать юмористическую программу, он предложил это название. По рассказам Койшыгула Жылкишева, опубликованном в его книге «Адамда сыр болмайды айтылмайтын», рабочее название программы было идентично названию первой написанной сатире — «Сопақ пен Тапал». Когда они с Лукпаном Есеновым рассказали об этом Кудайбергену Султанбаеву и Тунгышбаю Жаманкулову, они сказали, что название звучит, мягко говоря «странно» и предложили назвать сатиру, а в последствии и их образ «Нағашы мен жиен». Было высказано много вариантов названия: «Шаттық», «Шадыман», «Кімге күлеміз?», но к общему решению, когда всем нравится название, они не пришли.

В результате долгих разговоров, пришли к мнению, что в южных регионах Казахстана, свадьбы и мероприятия называли «Тамаша». Поэтому, чтобы для зрителя программа была неким «тоем» и целым «мероприятием» и после просмотра зритель восхищался программой фразой «Тамаша!», пришли к решению назвать телевизионную программу «Тамаша».

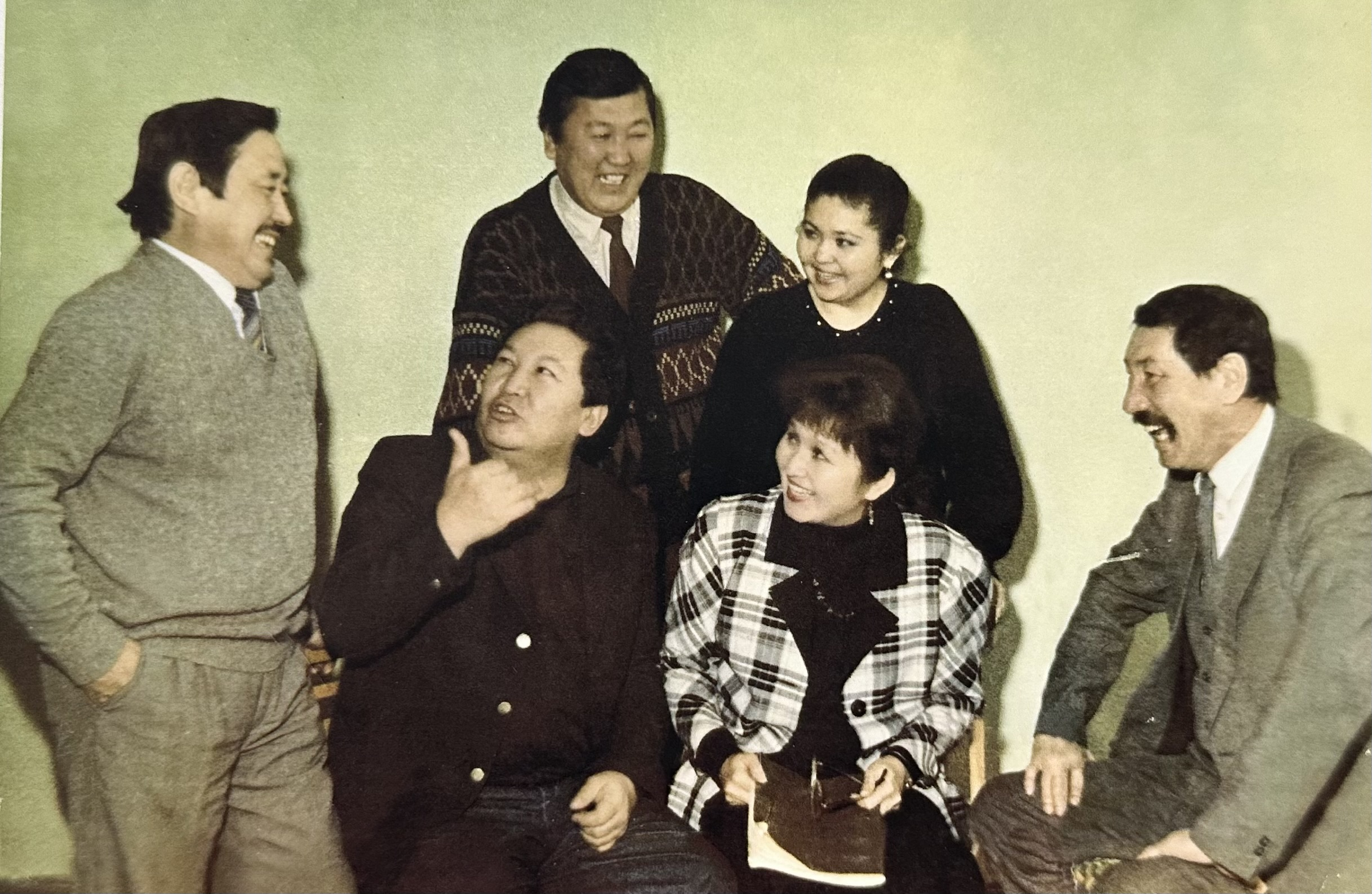
Актеры Токсын Кулыбеков, Лидия Каденова, Кудайберген Султанбаев, Гульбаушан Тлеубекова, Уайс Султангазин и Мейрман Нурекеев на читке сценария «Тамаши»

## Список актеров театра
Первый состав (1978—1980)
1. Тунгышбай Жаманкулов
2. Кудайберген Султанбаев

Второй состав:
1. Кудайберген Султанбаев
2. Лидия Каденова
3. Мейрман Нурекеев
4. Уайс Султангазин
5. Токсын Кулыбеков
6. Бахыт Аитова
7. Гульбаушан Тлеубекова
8. Данагуль Темирсултанова
9. Бауыржан Ибрагимов

## Культурное влияние
«Тамаша» — является культовой телевизионной программы в истории казахского телевидения и оказала влияние на формирование других юмористических театров в современной истории Казахстана. Благодаря опыту и популярности «Тамаши» появились «Бауыржан шоу», «Шаншар», «Нысана» и другие известные юмористические театры Казахстана. До «Тамаши» в истории казахского народа не было театров юмора и сатиры, что делает «Тамашу» достоянием казахского народа.
На сцене «Тамаши» выступали и получили огромную популярность такие известные артисты Казахстана, как Роза Рымбаева, Толкын Забирова, Бахыт Шадаева, группа «АБК», группа «Нурлан мен Мурат», Парвиз Назаров, Макпал Жунусова, Болат Кусайынов, Акжол Мейрбеков, группа «Дос-Мукасан» и другие.
«Тамаша — это в первую очередь для меня приятные воспоминания детства, высокий уровень артистизма и интеллигентный юмор, присущий именно тому времени. При этом хотелось бы отметить, что это своего рода культурное наследие нашего народа, опередившее свою эпоху.»
«Каждый праздник мы с удовольствием включали телевизор, чтобы насладиться великолепным и непревзойденным дуэтом таких мастеров сцены, как Тунгышбай Жаманкулов и Кудайберген Султанбаев. И потом присоединившихся к ним артистов — Мейрмана Нурекеева, Лидии Каденовой, Уайса Султангазина, Бауыржана Ибрагимова и других.
Мне посчастливилось стать частью „Тамаши“ в 1995 году, когда я помогал в их гастролях по области, побывать за дастарханом с легендами, которых видел только на экране телевизора. И в жизни эти люди оказались удивительными, не переставали шутить и поднимать всем настроение. Они — настоящие артисты, славу которых можно было бы передать на многие поколения. И мне хотелось бы, чтобы „Тамаша“ восстановилась — с новыми артистами, но с тем высоким мастерством, которое придали театру знаменитые основатели»

Бекнур Кисыков, Президент Евразийской Ассоциации Франчайзинга

## Интересные факты
Автором музыки и слов «гимна» «Тамаши» является популярный советский и российский исполнитель и композитор Михаил Муромов